# Фольквин фон Наумбург
Фольквин фон Наумбург цу Винтерштеттен (по версии ЭСБЕ Волькевин, также в немецкой традиции Wolquin, Folkvin, Volkewîn, Wolguinus, Wolgulin) (скончался 22 сентября 1236 года) — второй магистр Ордена меченосцев. Убит в битве при Сауле.

## История
Орден Меченосцев был основан Теодорихом Турайдским; его главной целью было претворить в жизнь экспансионистскую политику римско-католической церкви в отношении прибалтийских земель, населённых угро-финскими, балтийскими и славянскими племенами. Название меченосцев, принятое в документальной средневековой традиции на латинском было Fratres miliciae Christi de Livonia (то есть «Братство воинов Христа»). Первый магистр ордена, Винно фон Рорбах, скончался в 1209 году (вероятно, был убит во время ссоры с одним из своих рыцарей-вассалов в его феодальной резиденции Виттенштейн в Риге). Фольквин, прибывший в частично покорённую Ливонию из родового имения, располагавшемся в саксонском городе Наумбург (Заале), был избран преемником Винно.
Можно считать, что долгое время Фольквин был важным и близким доверенным лицом рижского епископа Альберта Буксгевдена; он выполнял его деликатные дипломатические поручения. Однако уже во время пребывания Фольквина во главе ордена часто между двумя феодальными правителями Ливонии вспыхивали конфликты, связанные с неравным разделением подчинённых земель: меченосцы получили две трети завоёванной земли, в то время как епископ, согласно папскому распоряжению, приобретал одну треть. Фольквин возглавлял войско крестоносцев, которые осуществляли насильственную христианизацию ливского и балтийского населения этих земель, а также захватывали и грабили резиденции местных правителей-язычников, таким образом утверждая свою власть над балтийскими территориями.
В 1217 году предпринял со своими рыцарями, немецкими пилигримами и войском епископа набег на Гервенскую провинцию Эстляндии, который не удался только потому, что эсты получили помощь со стороны русских.
Известно, что во времена правления Фольквина немецкие крестоносцы-захватчики добились существенного военного и политического успеха в прибалтийской экспансии. Например, в 1219 году войсками ордена совместно с датскими завоевателями была основана военная крепость Ревель на месте русского торгового поселения Колывань. 15 августа 1223 года меченосцы берут Феллин (Вильянди), который на тот момент принадлежал новгородским правителям. После взятия этого укреплённого пункта на территории современной Эстонии меченосцы учинили жестокую расправу над защитниками крепости. В 1224 после продолжительной осады войсками Фольквина был взят Юрьев, а при его защите погиб князь Вячко, происходивший, по всей видимости, из полоцкой ветви Рюриковичей.
В 1228 году Фольквин завоевал провинции Гервен и Виронию.

## Ослабление Ордена
После смерти рижского епископа Альберта Буксгевдена в стане колонизаторов Прибалтики началась смута, которую усугубил папский посланник Балдуин Альнский, прибывший с миссией в Ригу в июле 1230 года. Формально он должен был утвердить кандидатуру нового рижского епископа, вокруг которой возник спор между папской курией и Бременским архиепископством как ближайшим патроном рижского, однако на деле попытался подчинить часть завоёванных земель непосредственно папе Римскому. 
Куршам, обязавшимся до его приезда принять христианство и платить церковную десятину епископу Рижскому и Ордену, легат предложил договоры непосредственно с папской курией и подписал их в декабре 1230-го и в январе 1231 года в ответ на их просьбу о помощи в связи с неурожаем и голодом. Епископ Риги Николай эти конвенции не признал.
Затем Балдуин Альнский попытался создать папскую область в Северной и Западной Эстонии, опять-таки натолкнувшись на сопротивление Ордена, который выгнал папских чиновников из Гервена и Виронии.
Меченосцы вели непрерывные войны на протяжении почти 30 лет, когда в 1231 году по инициативе великого магистра начали первые переговоры о слиянии  своего ордена с Тевтонским орденом.
В открытом конфликте рижского епископа и Ордена меченосцев с легатом папа Григорий IX встал на сторону своего посланника. Тот в 1232-34 годах проехал германские земли, собирая новый крестовый поход в Ливонию. В июле 1233 года он вернулся в Ригу во главе войска, с которым пошёл против меченосцев, поддержанный частью эстонской знати, цистерианцами из монастыря в Дюнамюнде и  Дерптским епископом. В боях с рыцарями ордена легат потерпел поражение  и вынужден был бежать в Германию в начале 1234 года. Только к весне 1234 года церковная смута внутри католических колонизаторов утихла.
Тем не менее оптимистические подсчеты показывают, что в 1236 году в ордене осталось не более 80 рыцарей, которые не могли справиться с контролем области, протянувшейся от Даугавы до Финского залива. 

## Битва при Сауле
В конце 1220-х годов существенно ухудшились отношения с Литвой, против которой меченосцы во главе с Фольквином замышляли военное вторжение с целью ослабить сопротивление балтов, разделить их и подчинить в отдельности земгалов и восточнобалтийские племена литвы. Папа Григорий IX объявляет крестовый поход против Литвы 9 февраля 1236 года. Фольквин не разделял энтузиазма Григория IX, считая, что у ордена недостаточно сил и средств для подобной военной кампании . К 1236 году орден был ослаблен предыдущими конфликтами и потому не был готов к столь рискованному предприятию, как новый крестовый поход . К тому же орден располагал весьма скудными разведданными о территории, в которую предполагалось вторжение . Тем не менее, Фольквин предпочел не перечить Григорию IX и возглавил армию крестоносцев . Крестовый поход в Жемайтию закончился провалом . Фольквин был убит в 1236 году в сражении при Сауле против объединенного войска жемайтов и земгалов. Сражение завершилось крупным поражением Меченосцев. Через год Меченосцы, утратив часть своего могущества и приостановив экспансию, вынуждены были влиться в состав Тевтонского ордена. Место битвы при Сауле точно неизвестно; один историки указывают на то, что она происходила под современным литовским городом Шяуляем, другие утверждают, что сражение имело место у латвийского городка Вецсауле.